# All-NBA Team
L'Associated Press All-NBA Team, plus connue sous le nom d'All-NBA Team est une récompense annuelle honorant les meilleurs joueurs NBA de la saison. L'équipe se compose de trois cinq majeurs, les First, Second et Third Team. Les trois équipes sont élues par un panel de journalistes américains et canadiens. L'All-NBA Team est nommée depuis la saison inaugurale de la NBA, alors nommée BAA, en 1947. Deux équipes sont désignées jusqu'en 1987-1988, une troisième équipe est rajoutée en 1988-1989.
Chaque joueur reçoit cinq points pour un vote dans la First Team, trois points pour un vote dans la Second Team et un point pour un vote dans la Third Team. Les cinq joueurs ayant obtenu le plus de points composent alors la First Team, les cinq suivants composant la Second Team et les cinq suivants composant la Third Team. En cas d'égalité pour la 5e place de chaque équipe, l'effectif est alors élargi à six joueurs.
De 1947 à 1956, les joueurs sont nommés en fonction de leur poste sur le terrain. Depuis la saison 1956-1957, deux arrières, deux ailiers et un pivot sont désignés.
LeBron James détient le plus grand nombre de sélections en All-NBA Team avec 20 apparitions. Il détient aussi le plus grand nombre de sélections en All-NBA First Team avec 13 sélections.

## Palmarès
| ^                | Joueur toujours en activité en NBA                               |
| *                | Joueur intronisé au Basketball Hall of Fame                      |
| Joueur (X)       | Nombre de fois où le joueur a été nommé                          |
| Joueur (en gras) | Indique les joueurs ayant remporté le titre de MVP la même année |

| 1946-1947 | Joe Fulks*                    | Warriors de Philadelphie        | Ernie Calverley            | Steamrollers de Providence     | Pas de third team       | Pas de third team              | Pas de third team |
| 1946-1947 | Bob Feerick                   | Capitols de Washington          | Frank Baumholtz            | Rebels de Cleveland            | Pas de third team       | Pas de third team              | Pas de third team |
| 1946-1947 | Stan Miasek                   | Falcons de Détroit              | John Logan                 | Bombers de Saint-Louis         | Pas de third team       | Pas de third team              | Pas de third team |
| 1946-1947 | Bones McKinney                | Capitols de Washington          | Chick Halbert              | Stags de Chicago               | Pas de third team       | Pas de third team              | Pas de third team |
| 1946-1947 | Max Zaslofsky                 | Stags de Chicago                | Fred Scolari               | Capitols de Washington         | Pas de third team       | Pas de third team              | Pas de third team |
| 1947-1948 | Joe Fulks* (2)                | Warriors de Philadelphie        | John Logan (2)             | Bombers de Saint-Louis         | Pas de third team       | Pas de third team              | Pas de third team |
| 1947-1948 | Max Zaslofsky (2)             | Stags de Chicago                | Carl Braun*                | Knicks de New York             | Pas de third team       | Pas de third team              | Pas de third team |
| 1947-1948 | Ed Sadowski                   | Celtics de Boston               | Stan Miasek (2)            | Falcons de Détroit             | Pas de third team       | Pas de third team              | Pas de third team |
| 1947-1948 | Howie Dallmar                 | Warriors de Philadelphie        | Fred Scolari (2)           | Capitols de Washington         | Pas de third team       | Pas de third team              | Pas de third team |
| 1947-1948 | Bob Feerick (2)               | Capitols de Washington          | Buddy Jeannette*           | Bullets de Baltimore           | Pas de third team       | Pas de third team              | Pas de third team |
| 1948-1949 | George Mikan*                 | Lakers de Minneapolis           | Arnie Risen*               | Royals de Rochester            | Pas de third team       | Pas de third team              | Pas de third team |
| 1948-1949 | Joe Fulks* (3)                | Warriors de Philadelphie        | Bob Feerick (3)            | Capitols de Washington         | Pas de third team       | Pas de third team              | Pas de third team |
| 1948-1949 | Bob Davies*                   | Royals de Rochester             | Bones McKinney             | Capitols de Washington         | Pas de third team       | Pas de third team              | Pas de third team |
| 1948-1949 | Max Zaslofsky (3)             | Stags de Chicago                | Ken Sailors                | Steamrollers de Providence     | Pas de third team       | Pas de third team              | Pas de third team |
| 1948-1949 | Jim Pollard*                  | Lakers de Minneapolis           | John Logan (3)             | Bombers de Saint-Louis         | Pas de third team       | Pas de third team              | Pas de third team |
| 1949-1950 | George Mikan* (2)             | Lakers de Minneapolis           | Frank Brian                | Packers d'Anderson             | Pas de third team       | Pas de third team              | Pas de third team |
| 1949-1950 | Jim Pollard* (2)              | Lakers de Minneapolis           | Fred Schaus                | Pistons de Fort Wayne          | Pas de third team       | Pas de third team              | Pas de third team |
| 1949-1950 | Alex Groza                    | Olympians d'Indianapolis        | Dolph Schayes*             | Nationals de Syracuse          | Pas de third team       | Pas de third team              | Pas de third team |
| 1949-1950 | Bob Davies* (2)               | Royals de Rochester             | Al Cervi*                  | Nationals de Syracuse          | Pas de third team       | Pas de third team              | Pas de third team |
| 1949-1950 | Max Zaslofsky (4)             | Stags de Chicago                | Ralph Beard                | Olympians d'Indianapolis       | Pas de third team       | Pas de third team              | Pas de third team |
| 1950-1951 | George Mikan* (3)             | Lakers de Minneapolis           | Dolph Schayes* (2)         | Nationals de Syracuse          | Pas de third team       | Pas de third team              | Pas de third team |
| 1950-1951 | Alex Groza (2)                | Olympians d'Indianapolis        | Frank Brian (2)            | Blackhawks des Tri-Cities      | Pas de third team       | Pas de third team              | Pas de third team |
| 1950-1951 | Ed Macauley*                  | Celtics de Boston               | Vern Mikkelsen*            | Lakers de Minneapolis          | Pas de third team       | Pas de third team              | Pas de third team |
| 1950-1951 | Bob Davies* (3)               | Royals de Rochester             | Joe Fulks* (4)             | Warriors de Philadelphia       | Pas de third team       | Pas de third team              | Pas de third team |
| 1950-1951 | Ralph Beard (2)               | Olympians d'Indianapolis        | Dick McGuire*              | Knicks de New York             | Pas de third team       | Pas de third team              | Pas de third team |
| 1951-1952 | George Mikan* (4)             | Lakers de Minneapolis           | Larry Foust                | Pistons de Fort Wayne          | Pas de third team       | Pas de third team              | Pas de third team |
| 1951-1952 | Ed Macauley* (2)              | Celtics de Boston               | Vern Mikkelsen* (2)        | Lakers de Minneapolis          | Pas de third team       | Pas de third team              | Pas de third team |
| 1951-1952 | Paul Arizin*                  | Warriors de Philadelphie        | Jim Pollard* (3)           | Lakers de Minneapolis          | Pas de third team       | Pas de third team              | Pas de third team |
| 1951-1952 | Bob Cousy*                    | Celtics de Boston               | Bobby Wanzer*              | Royals de Rochester            | Pas de third team       | Pas de third team              | Pas de third team |
| 1951-1952 | Bob Davies* (4) (ex aequo)    | Royals de Rochester             | Andy Phillip*              | Warriors de Philadelphie       | Pas de third team       | Pas de third team              | Pas de third team |
| 1951-1952 | Dolph Schayes* (3) (ex aequo) | Nationals de Syracuse           | Andy Phillip*              | Warriors de Philadelphie       |                         |                                |                   |
| 1952-1953 | George Mikan* (5)             | Lakers de Minneapolis           | Bill Sharman*              | Celtics de Boston              | Pas de third team       | Pas de third team              | Pas de third team |
| 1952-1953 | Bob Cousy* (2)                | Celtics de Boston               | Vern Mikkelsen* (3)        | Lakers de Minneapolis          | Pas de third team       | Pas de third team              | Pas de third team |
| 1952-1953 | Neil Johnston*                | Warriors de Philadelphie        | Bobby Wanzer* (2)          | Royals de Rochester            | Pas de third team       | Pas de third team              | Pas de third team |
| 1952-1953 | Ed Macauley* (3)              | Celtics de Boston               | Bob Davies* (5)            | Royals de Rochester            | Pas de third team       | Pas de third team              | Pas de third team |
| 1952-1953 | Dolph Schayes* (4)            | Nationals de Syracuse           | Andy Phillip* (2)          | Warriors de Philadelphie       | Pas de third team       | Pas de third team              | Pas de third team |
| 1953-1954 | Bob Cousy* (3)                | Celtics de Boston               | Ed Macauley* (4)           | Celtics de Boston              | Pas de third team       | Pas de third team              | Pas de third team |
| 1953-1954 | Neil Johnston* (2)            | Warriors de Philadelphie        | Jim Pollard* (4)           | Lakers de Minneapolis          | Pas de third team       | Pas de third team              | Pas de third team |
| 1953-1954 | George Mikan* (6)             | Lakers de Minneapolis           | Carl Braun* (2)            | Knicks de New York             | Pas de third team       | Pas de third team              | Pas de third team |
| 1953-1954 | Dolph Schayes* (5)            | Nationals de Syracuse           | Bobby Wanzer* (3)          | Royals de Rochester            | Pas de third team       | Pas de third team              | Pas de third team |
| 1953-1954 | Harry Gallatin*               | Knicks de New York              | Paul Seymour               | Nationals de Syracuse          | Pas de third team       | Pas de third team              | Pas de third team |
| 1954-1955 | Neil Johnston* (3)            | Warriors de Philadelphie        | Vern Mikkelsen* (4)        | Lakers de Minneapolis          | Pas de third team       | Pas de third team              | Pas de third team |
| 1954-1955 | Bob Cousy* (4)                | Celtics de Boston               | Harry Gallatin* (2)        | Knicks de New York             | Pas de third team       | Pas de third team              | Pas de third team |
| 1954-1955 | Dolph Schayes* (6)            | Nationals de Syracuse           | Paul Seymour (2)           | Nationals de Syracuse          | Pas de third team       | Pas de third team              | Pas de third team |
| 1954-1955 | Bob Pettit*                   | Hawks de Milwaukee              | Slater Martin*             | Lakers de Minneapolis          | Pas de third team       | Pas de third team              | Pas de third team |
| 1954-1955 | Larry Foust (2)               | Pistons de Fort Wayne           | Bill Sharman* (2)          | Celtics de Boston              | Pas de third team       | Pas de third team              | Pas de third team |
| 1955-1956 | Bob Pettit* (2)               | Hawks de Saint-Louis            | Dolph Schayes* (7)         | Nationals de Syracuse          | Pas de third team       | Pas de third team              | Pas de third team |
| 1955-1956 | Paul Arizin* (2)              | Warriors de Philadelphie        | Maurice Stokes*            | Royals de Rochester            | Pas de third team       | Pas de third team              | Pas de third team |
| 1955-1956 | Neil Johnston* (4)            | Warriors de Philadelphie        | Clyde Lovellette*          | Lakers de Minneapolis          | Pas de third team       | Pas de third team              | Pas de third team |
| 1955-1956 | Bob Cousy* (5)                | Celtics de Boston               | Slater Martin* (2)         | Lakers de Minneapolis          | Pas de third team       | Pas de third team              | Pas de third team |
| 1955-1956 | Bill Sharman* (3)             | Celtics de Boston               | Jack George                | Warriors de Philadelphie       | Pas de third team       | Pas de third team              | Pas de third team |
| 1956-1957 | Paul Arizin* (3)              | Warriors de Philadelphie        | George Yardley*            | Pistons de Fort Wayne          | Pas de third team       | Pas de third team              | Pas de third team |
| 1956-1957 | Dolph Schayes* (8)            | Nationals de Syracuse           | Maurice Stokes* (2)        | Royals de Rochester            | Pas de third team       | Pas de third team              | Pas de third team |
| 1956-1957 | Bob Pettit* (3)               | Hawks de Saint-Louis            | Neil Johnston* (5)         | Warriors de Philadelphie       | Pas de third team       | Pas de third team              | Pas de third team |
| 1956-1957 | Bob Cousy* (6)                | Celtics de Boston               | Dick Garmaker              | Lakers de Minneapolis          | Pas de third team       | Pas de third team              | Pas de third team |
| 1956-1957 | Bill Sharman* (4)             | Celtics de Boston               | Slater Martin* (3)         | Hawks de Saint-Louis           | Pas de third team       | Pas de third team              | Pas de third team |
| 1957-1958 | Dolph Schayes* (9)            | Nationals de Syracuse           | Cliff Hagan*               | Hawks de Saint-Louis           | Pas de third team       | Pas de third team              | Pas de third team |
| 1957-1958 | George Yardley* (2)           | Pistons de Fort Wayne           | Maurice Stokes* (4)        | Royals de Cincinnati           | Pas de third team       | Pas de third team              | Pas de third team |
| 1957-1958 | Bob Pettit* (4)               | Hawks de Saint-Louis            | Bill Russell*              | Celtics de Boston              | Pas de third team       | Pas de third team              | Pas de third team |
| 1957-1958 | Bob Cousy* (7)                | Celtics de Boston               | Tom Gola*                  | Warriors de Philadelphie       | Pas de third team       | Pas de third team              | Pas de third team |
| 1957-1958 | Bill Sharman* (5)             | Celtics de Boston               | Slater Martin* (4)         | Hawks de Saint-Louis           | Pas de third team       | Pas de third team              | Pas de third team |
| 1958-1959 | Bob Pettit* (5)               | Hawks de Saint-Louis            | Paul Arizin (4)            | Warriors de Philadelphie       | Pas de third team       | Pas de third team              | Pas de third team |
| 1958-1959 | Elgin Baylor*                 | Lakers de Minneapolis           | Cliff Hagan* (2)           | Hawks de Saint-Louis           | Pas de third team       | Pas de third team              | Pas de third team |
| 1958-1959 | Bill Russell* (2)             | Celtics de Boston               | Dolph Schayes* (10)        | Nationals de Syracuse          | Pas de third team       | Pas de third team              | Pas de third team |
| 1958-1959 | Bob Cousy* (8)                | Celtics de Boston               | Slater Martin* (5)         | Hawks de Saint-Louis           | Pas de third team       | Pas de third team              | Pas de third team |
| 1958-1959 | Bill Sharman* (6)             | Celtics de Boston               | Richie Guerin*             | Knicks de New York             | Pas de third team       | Pas de third team              | Pas de third team |
| 1959-1960 | Bob Pettit* (6)               | Hawks de Saint-Louis            | Jack Twyman*               | Royals de Cincinnati           | Pas de third team       | Pas de third team              | Pas de third team |
| 1959-1960 | Elgin Baylor* (2)             | Lakers de Minneapolis           | Dolph Schayes* (11)        | Nationals de Syracuse          | Pas de third team       | Pas de third team              | Pas de third team |
| 1959-1960 | Wilt Chamberlain*             | Warriors de Philadelphie        | Bill Russell* (3)          | Celtics de Boston              | Pas de third team       | Pas de third team              | Pas de third team |
| 1959-1960 | Bob Cousy* (9)                | Celtics de Boston               | Richie Guerin* (2)         | Knicks de New York             | Pas de third team       | Pas de third team              | Pas de third team |
| 1959-1960 | Gene Shue                     | Pistons de Détroit              | Bill Sharman* (7)          | Celtics de Boston              | Pas de third team       | Pas de third team              | Pas de third team |
| 1960-1961 | Elgin Baylor* (3)             | Lakers de Los Angeles           | Dolph Schayes* (12)        | Nationals de Syracuse          | Pas de third team       | Pas de third team              | Pas de third team |
| 1960-1961 | Bob Pettit* (7)               | Hawks de Saint-Louis            | Tom Heinsohn*              | Celtics de Boston              | Pas de third team       | Pas de third team              | Pas de third team |
| 1960-1961 | Wilt Chamberlain* (2)         | Warriors de Philadelphie        | Bill Russell* (4)          | Celtics de Boston              | Pas de third team       | Pas de third team              | Pas de third team |
| 1960-1961 | Bob Cousy* (10)               | Celtics de Boston               | Larry Costello*            | Nationals de Syracuse          | Pas de third team       | Pas de third team              | Pas de third team |
| 1960-1961 | Oscar Robertson*              | Royals de Cincinnati            | Gene Shue (2)              | Pistons de Détroit             | Pas de third team       | Pas de third team              | Pas de third team |
| 1961-1962 | Bob Pettit* (8)               | Hawks de Saint-Louis            | Tom Heinsohn* (2)          | Celtics de Boston              | Pas de third team       | Pas de third team              | Pas de third team |
| 1961-1962 | Elgin Baylor* (3)             | Lakers de Los Angeles           | Jack Twyman* (2)           | Royals de Cincinnati           | Pas de third team       | Pas de third team              | Pas de third team |
| 1961-1962 | Wilt Chamberlain* (3)         | Warriors de Philadelphie        | Bill Russell* (5)          | Celtics de Boston              | Pas de third team       | Pas de third team              | Pas de third team |
| 1961-1962 | Jerry West*                   | Lakers de Los Angeles           | Richie Guerin* (3)         | Knicks de New York             | Pas de third team       | Pas de third team              | Pas de third team |
| 1961-1962 | Oscar Robertson* (2)          | Royals de Cincinnati            | Bob Cousy* (11)            | Celtics de Boston              | Pas de third team       | Pas de third team              | Pas de third team |
| 1962-1963 | Elgin Baylor* (4)             | Lakers de Los Angeles           | Tom Heinsohn* (3)          | Celtics de Boston              | Pas de third team       | Pas de third team              | Pas de third team |
| 1962-1963 | Bob Pettit* (9)               | Hawks de Saint-Louis            | Bailey Howell*             | Pistons de Détroit             | Pas de third team       | Pas de third team              | Pas de third team |
| 1962-1963 | Bill Russell* (6)             | Celtics de Boston               | Wilt Chamberlain* (4)      | San Francisco Warriors         | Pas de third team       | Pas de third team              | Pas de third team |
| 1962-1963 | Oscar Robertson* (3)          | Royals de Cincinnati            | Bob Cousy* (12)            | Celtics de Boston              | Pas de third team       | Pas de third team              | Pas de third team |
| 1962-1963 | Jerry West* (2)               | Lakers de Los Angeles           | Hal Greer*                 | Nationals de Syracuse          | Pas de third team       | Pas de third team              | Pas de third team |
| 1963-1964 | Elgin Baylor* (5)             | Lakers de Los Angeles           | Tom Heinsohn* (4)          | Celtics de Boston              | Pas de third team       | Pas de third team              | Pas de third team |
| 1963-1964 | Bob Pettit* (10)              | Hawks de Saint-Louis            | Jerry Lucas*               | Royals de Cincinnati           | Pas de third team       | Pas de third team              | Pas de third team |
| 1963-1964 | Wilt Chamberlain* (5)         | San Francisco Warriors          | Bill Russell* (7)          | Celtics de Boston              | Pas de third team       | Pas de third team              | Pas de third team |
| 1963-1964 | Oscar Robertson* (4)          | Royals de Cincinnati            | John Havlicek*             | Celtics de Boston              | Pas de third team       | Pas de third team              | Pas de third team |
| 1963-1964 | Jerry West* (3)               | Lakers de Los Angeles           | Hal Greer* (2)             | 76ers de Philadelphie          | Pas de third team       | Pas de third team              | Pas de third team |
| 1964-1965 | Elgin Baylor* (6)             | Lakers de Los Angeles           | Bob Pettit* (11)           | Hawks de Saint-Louis           | Pas de third team       | Pas de third team              | Pas de third team |
| 1964-1965 | Jerry Lucas* (2)              | Royals de Cincinnati            | Gus Johnson                | Bullets de Baltimore           | Pas de third team       | Pas de third team              | Pas de third team |
| 1964-1965 | Bill Russell* (8)             | Celtics de Boston               | Wilt Chamberlain* (6)      | 76ers de Philadelphie          | Pas de third team       | Pas de third team              | Pas de third team |
| 1964-1965 | Oscar Robertson* (5)          | Royals de Cincinnati            | Sam Jones*                 | Celtics de Boston              | Pas de third team       | Pas de third team              | Pas de third team |
| 1964-1965 | Jerry West* (4)               | Lakers de Los Angeles           | Hal Greer* (3)             | 76ers de Philadelphie          | Pas de third team       | Pas de third team              | Pas de third team |
| 1965-1966 | Rick Barry*                   | San Francisco Warriors          | John Havlicek* (2)         | Celtics de Boston              | Pas de third team       | Pas de third team              | Pas de third team |
| 1965-1966 | Jerry Lucas* (3)              | Royals de Cincinnati            | Gus Johnson (2)            | Bullets de Baltimore           | Pas de third team       | Pas de third team              | Pas de third team |
| 1965-1966 | Wilt Chamberlain* (7)         | 76ers de Philadelphie           | Bill Russell* (9)          | Celtics de Boston              | Pas de third team       | Pas de third team              | Pas de third team |
| 1965-1966 | Oscar Robertson* (6)          | Royals de Cincinnati            | Sam Jones* (2)             | Celtics de Boston              | Pas de third team       | Pas de third team              | Pas de third team |
| 1965-1966 | Jerry West* (5)               | Lakers de Los Angeles           | Hal Greer* (4)             | 76ers de Philadelphie          | Pas de third team       | Pas de third team              | Pas de third team |
| 1966-1967 | Rick Barry* (2)               | San Francisco Warriors          | Willis Reed*               | Knicks de New York             | Pas de third team       | Pas de third team              | Pas de third team |
| 1966-1967 | Elgin Baylor* (7)             | Lakers de Los Angeles           | Jerry Lucas* (4)           | Royals de Cincinnati           | Pas de third team       | Pas de third team              | Pas de third team |
| 1966-1967 | Wilt Chamberlain* (8)         | 76ers de Philadelphie           | Bill Russell* (10)         | Celtics de Boston              | Pas de third team       | Pas de third team              | Pas de third team |
| 1966-1967 | Jerry West* (6)               | Lakers de Los Angeles           | Hal Greer* (5)             | 76ers de Philadelphie          | Pas de third team       | Pas de third team              | Pas de third team |
| 1966-1967 | Oscar Robertson* (7)          | Royals de Cincinnati            | Sam Jones* (3)             | Celtics de Boston              | Pas de third team       | Pas de third team              | Pas de third team |
| 1967-1968 | Elgin Baylor* (8)             | Lakers de Los Angeles           | Willis Reed* (2)           | Knicks de New York             | Pas de third team       | Pas de third team              | Pas de third team |
| 1967-1968 | Jerry Lucas* (5)              | Royals de Cincinnati            | John Havlicek* (3)         | Celtics de Boston              | Pas de third team       | Pas de third team              | Pas de third team |
| 1967-1968 | Wilt Chamberlain* (9)         | 76ers de Philadelphie           | Bill Russell* (11)         | Celtics de Boston              | Pas de third team       | Pas de third team              | Pas de third team |
| 1967-1968 | Dave Bing*                    | Pistons de Détroit              | Hal Greer* (6)             | 76ers de Philadelphie          | Pas de third team       | Pas de third team              | Pas de third team |
| 1967-1968 | Oscar Robertson* (8)          | Royals de Cincinnati            | Jerry West* (7)            | Lakers de Los Angeles          | Pas de third team       | Pas de third team              | Pas de third team |
| 1968-1969 | Billy Cunningham*             | 76ers de Philadelphie           | John Havlicek* (4)         | Celtics de Boston              | Pas de third team       | Pas de third team              | Pas de third team |
| 1968-1969 | Elgin Baylor* (9)             | Lakers de Los Angeles           | Dave DeBusschere*          | Knicks de New York             | Pas de third team       | Pas de third team              | Pas de third team |
| 1968-1969 | Wes Unseld*                   | Bullets de Baltimore            | Willis Reed* (3)           | Knicks de New York             | Pas de third team       | Pas de third team              | Pas de third team |
| 1968-1969 | Earl Monroe*                  | Bullets de Baltimore            | Hal Greer* (7)             | 76ers de Philadelphie          | Pas de third team       | Pas de third team              | Pas de third team |
| 1968-1969 | Oscar Robertson* (9)          | Royals de Cincinnati            | Jerry West* (8)            | Lakers de Los Angeles          | Pas de third team       | Pas de third team              | Pas de third team |
| 1969-1970 | Billy Cunningham* (2)         | 76ers de Philadelphie           | John Havlicek* (5)         | Celtics de Boston              | Pas de third team       | Pas de third team              | Pas de third team |
| 1969-1970 | Connie Hawkins*               | Hawks d'Atlanta                 | Gus Johnson (3)            | Bullets de Baltimore           | Pas de third team       | Pas de third team              | Pas de third team |
| 1969-1970 | Willis Reed* (4)              | Knicks de New York              | Lew Alcindor*              | Bucks de Milwaukee             | Pas de third team       | Pas de third team              | Pas de third team |
| 1969-1970 | Jerry West* (9)               | Lakers de Los Angeles           | Lou Hudson*                | Hawks d'Atlanta                | Pas de third team       | Pas de third team              | Pas de third team |
| 1969-1970 | Walt Frazier*                 | Knicks de New York              | Oscar Robertson* (10)      | Royals de Cincinnati           | Pas de third team       | Pas de third team              | Pas de third team |
| 1970-1971 | John Havlicek* (6)            | Celtics de Boston               | Gus Johnson (4)            | Bullets de Baltimore           | Pas de third team       | Pas de third team              | Pas de third team |
| 1970-1971 | Billy Cunningham* (3)         | 76ers de Philadelphie           | Bob Love                   | Bulls de Chicago               | Pas de third team       | Pas de third team              | Pas de third team |
| 1970-1971 | Lew Alcindor* (2)             | Bucks de Milwaukee              | Willis Reed* (5)           | Knicks de New York             | Pas de third team       | Pas de third team              | Pas de third team |
| 1970-1971 | Jerry West* (10)              | Lakers de Los Angeles           | Walt Frazier* (2)          | Knicks de New York             | Pas de third team       | Pas de third team              | Pas de third team |
| 1970-1971 | Dave Bing* (2)                | Pistons de Détroit              | Oscar Robertson* (11)      | Bucks de Milwaukee             | Pas de third team       | Pas de third team              | Pas de third team |
| 1971-1972 | John Havlicek* (7)            | Celtics de Boston               | Bob Love (2)               | Bulls de Chicago               | Pas de third team       | Pas de third team              | Pas de third team |
| 1971-1972 | Spencer Haywood*              | SuperSonics de Seattle          | Billy Cunningham* (4)      | 76ers de Philadelphie          | Pas de third team       | Pas de third team              | Pas de third team |
| 1971-1972 | Kareem Abdul-Jabbar* (3)      | Bucks de Milwaukee              | Wilt Chamberlain* (10)     | Lakers de Los Angeles          | Pas de third team       | Pas de third team              | Pas de third team |
| 1971-1972 | Jerry West* (11)              | Lakers de Los Angeles           | Nate Archibald*            | Royals de Cincinnati           | Pas de third team       | Pas de third team              | Pas de third team |
| 1971-1972 | Walt Frazier* (3)             | Knicks de New York              | Archie Clark               | Bullets de Baltimore           | Pas de third team       | Pas de third team              | Pas de third team |
| 1972-1973 | John Havlicek* (8)            | Celtics de Boston               | Elvin Hayes*               | Bullets de Baltimore           | Pas de third team       | Pas de third team              | Pas de third team |
| 1972-1973 | Spencer Haywood* (2)          | SuperSonics de Seattle          | Rick Barry* (3)            | Warriors de Golden State       | Pas de third team       | Pas de third team              | Pas de third team |
| 1972-1973 | Kareem Abdul-Jabbar* (4)      | Bucks de Milwaukee              | Dave Cowens*               | Celtics de Boston              | Pas de third team       | Pas de third team              | Pas de third team |
| 1972-1973 | Nate Archibald* (2)           | Kings de Kansas City-Omaha      | Walt Frazier* (4)          | Knicks de New York             | Pas de third team       | Pas de third team              | Pas de third team |
| 1972-1973 | Jerry West* (12)              | Lakers de Los Angeles           | Pete Maravich*             | Hawks d'Atlanta                | Pas de third team       | Pas de third team              | Pas de third team |
| 1973-1974 | John Havlicek* (9)            | Celtics de Boston               | Elvin Hayes* (2)           | Capital Bullets                | Pas de third team       | Pas de third team              | Pas de third team |
| 1973-1974 | Rick Barry* (4)               | Warriors de Golden State        | Spencer Haywood* (3)       | SuperSonics de Seattle         | Pas de third team       | Pas de third team              | Pas de third team |
| 1973-1974 | Kareem Abdul-Jabbar* (5)      | Bucks de Milwaukee              | Bob McAdoo*                | Braves de Buffalo              | Pas de third team       | Pas de third team              | Pas de third team |
| 1973-1974 | Walt Frazier* (5)             | Knicks de New York              | Dave Bing* (3)             | Pistons de Détroit             | Pas de third team       | Pas de third team              | Pas de third team |
| 1973-1974 | Gail Goodrich*                | Lakers de Los Angeles           | Norm Van Lier              | Bulls de Chicago               | Pas de third team       | Pas de third team              | Pas de third team |
| 1974-1975 | Rick Barry* (5)               | Warriors de Golden State        | John Havlicek* (10)        | Celtics de Boston              | Pas de third team       | Pas de third team              | Pas de third team |
| 1974-1975 | Elvin Hayes* (3)              | Bullets de Washington           | Spencer Haywood* (4)       | SuperSonics de Seattle         | Pas de third team       | Pas de third team              | Pas de third team |
| 1974-1975 | Bob McAdoo* (2)               | Braves de Buffalo               | Dave Cowens* (2)           | Celtics de Boston              | Pas de third team       | Pas de third team              | Pas de third team |
| 1974-1975 | Nate Archibald* (3)           | Kings de Kansas City-Omaha      | Phil Chenier               | Bullets de Washington          | Pas de third team       | Pas de third team              | Pas de third team |
| 1974-1975 | Walt Frazier* (6)             | Knicks de New York              | Jo Jo White*               | Celtics de Boston              | Pas de third team       | Pas de third team              | Pas de third team |
| 1975-1976 | Rick Barry* (6)               | Warriors de Golden State        | Elvin Hayes* (4)           | Bullets de Washington          | Pas de third team       | Pas de third team              | Pas de third team |
| 1975-1976 | George McGinnis*              | 76ers de Philadelphie           | John Havlicek* (11)        | Celtics de Boston              | Pas de third team       | Pas de third team              | Pas de third team |
| 1975-1976 | Kareem Abdul-Jabbar* (6)      | Lakers de Los Angeles           | Dave Cowens* (3)           | Celtics de Boston              | Pas de third team       | Pas de third team              | Pas de third team |
| 1975-1976 | Nate Archibald* (4)           | Kings de Kansas City            | Randy Smith                | Braves de Buffalo              | Pas de third team       | Pas de third team              | Pas de third team |
| 1975-1976 | Pete Maravich* (2)            | Jazz de La Nouvelle-Orléans     | Phil Smith                 | Warriors de Golden State       | Pas de third team       | Pas de third team              | Pas de third team |
| 1976-1977 | Elvin Hayes* (5)              | Bullets de Washington           | Julius Erving*             | 76ers de Philadelphie          | Pas de third team       | Pas de third team              | Pas de third team |
| 1976-1977 | David Thompson*               | Nuggets de Denver               | George McGinnis* (2)       | 76ers de Philadelphie          | Pas de third team       | Pas de third team              | Pas de third team |
| 1976-1977 | Kareem Abdul-Jabbar* (7)      | Lakers de Los Angeles           | Bill Walton*               | Trail Blazers de Portland      | Pas de third team       | Pas de third team              | Pas de third team |
| 1976-1977 | Pete Maravich* (3)            | Jazz de La Nouvelle-Orléans     | George Gervin*             | Spurs de San Antonio           | Pas de third team       | Pas de third team              | Pas de third team |
| 1976-1977 | Paul Westphal*                | Suns de Phoenix                 | Jo Jo White* (2)           | Celtics de Boston              | Pas de third team       | Pas de third team              | Pas de third team |
| 1977-1978 | Leonard Robinson              | Jazz de La Nouvelle-Orléans     | Walter Davis*              | Suns de Phoenix                | Pas de third team       | Pas de third team              | Pas de third team |
| 1977-1978 | Julius Erving* (2)            | 76ers de Philadelphie           | Maurice Lucas              | Trail Blazers de Portland      | Pas de third team       | Pas de third team              | Pas de third team |
| 1977-1978 | Bill Walton* (2)              | Trail Blazers de Portland       | Kareem Abdul-Jabbar* (8)   | Lakers de Los Angeles          | Pas de third team       | Pas de third team              | Pas de third team |
| 1977-1978 | George Gervin* (2)            | Spurs de San Antonio            | Paul Westphal* (2)         | Suns de Phoenix                | Pas de third team       | Pas de third team              | Pas de third team |
| 1977-1978 | David Thompson* (2)           | Nuggets de Denver               | Pete Maravich* (3)         | Jazz de La Nouvelle-Orléans    | Pas de third team       | Pas de third team              | Pas de third team |
| 1978-1979 | Marques Johnson               | Bucks de Milwaukee              | Walter Davis* (2)          | Suns de Phoenix                | Pas de third team       | Pas de third team              | Pas de third team |
| 1978-1979 | Elvin Hayes* (6)              | Bullets de Washington           | Bobby Dandridge*           | Bullets de Washington          | Pas de third team       | Pas de third team              | Pas de third team |
| 1978-1979 | Moses Malone*                 | Rockets de Houston              | Kareem Abdul-Jabbar* (9)   | Lakers de Los Angeles          | Pas de third team       | Pas de third team              | Pas de third team |
| 1978-1979 | George Gervin* (3)            | Spurs de San Antonio            | Lloyd Free                 | Clippers de San Diego          | Pas de third team       | Pas de third team              | Pas de third team |
| 1978-1979 | Paul Westphal* (3)            | Suns de Phoenix                 | Phil Ford                  | Kings de Kansas City           | Pas de third team       | Pas de third team              | Pas de third team |
| 1979-1980 | Julius Erving* (3)            | 76ers de Philadelphie           | Dan Roundfield             | Hawks d'Atlanta                | Pas de third team       | Pas de third team              | Pas de third team |
| 1979-1980 | Larry Bird*                   | Celtics de Boston               | Marques Johnson (2)        | Bucks de Milwaukee             | Pas de third team       | Pas de third team              | Pas de third team |
| 1979-1980 | Kareem Abdul-Jabbar* (10)     | Lakers de Los Angeles           | Moses Malone* (2)          | Rockets de Houston             | Pas de third team       | Pas de third team              | Pas de third team |
| 1979-1980 | George Gervin* (4)            | Spurs de San Antonio            | Dennis Johnson*            | SuperSonics de Seattle         | Pas de third team       | Pas de third team              | Pas de third team |
| 1979-1980 | Paul Westphal* (4)            | Suns de Phoenix                 | Gus Williams               | SuperSonics de Seattle         | Pas de third team       | Pas de third team              | Pas de third team |
| 1980-1981 | Julius Erving* (4)            | 76ers de Philadelphie           | Marques Johnson (3)        | Bucks de Milwaukee             | Pas de third team       | Pas de third team              | Pas de third team |
| 1980-1981 | Larry Bird* (2)               | Celtics de Boston               | Adrian Dantley*            | Jazz de l'Utah                 | Pas de third team       | Pas de third team              | Pas de third team |
| 1980-1981 | Kareem Abdul-Jabbar* (11)     | Lakers de Los Angeles           | Moses Malone* (3)          | Rockets de Houston             | Pas de third team       | Pas de third team              | Pas de third team |
| 1980-1981 | George Gervin* (5)            | Spurs de San Antonio            | Otis Birdsong              | Kings de Kansas City           | Pas de third team       | Pas de third team              | Pas de third team |
| 1980-1981 | Dennis Johnson* (2)           | Suns de Phoenix                 | Nate Archibald* (5)        | Celtics de Boston              | Pas de third team       | Pas de third team              | Pas de third team |
| 1981-1982 | Larry Bird* (3)               | Celtics de Boston               | Alex English*              | Nuggets de Denver              | Pas de third team       | Pas de third team              | Pas de third team |
| 1981-1982 | Julius Erving* (5)            | 76ers de Philadelphie           | Bernard King*              | Warriors de Golden State       | Pas de third team       | Pas de third team              | Pas de third team |
| 1981-1982 | Moses Malone* (4)             | Rockets de Houston              | Robert Parish*             | Celtics de Boston              | Pas de third team       | Pas de third team              | Pas de third team |
| 1981-1982 | George Gervin* (6)            | Spurs de San Antonio            | Magic Johnson*             | Lakers de Los Angeles          | Pas de third team       | Pas de third team              | Pas de third team |
| 1981-1982 | Gus Williams (2)              | SuperSonics de Seattle          | Sidney Moncrief*           | Bucks de Milwaukee             | Pas de third team       | Pas de third team              | Pas de third team |
| 1982-1983 | Larry Bird* (4)               | Celtics de Boston               | Alex English* (2)          | Nuggets de Denver              | Pas de third team       | Pas de third team              | Pas de third team |
| 1982-1983 | Julius Erving* (6)            | 76ers de Philadelphie           | Buck Williams              | Nets du New Jersey             | Pas de third team       | Pas de third team              | Pas de third team |
| 1982-1983 | Moses Malone* (5)             | 76ers de Philadelphie           | Kareem Abdul-Jabbar* (12)  | Lakers de Los Angeles          | Pas de third team       | Pas de third team              | Pas de third team |
| 1982-1983 | Magic Johnson* (2)            | Lakers de Los Angeles           | George Gervin* (7)         | Spurs de San Antonio           | Pas de third team       | Pas de third team              | Pas de third team |
| 1982-1983 | Sidney Moncrief* (2)          | Bucks de Milwaukee              | Isiah Thomas*              | Pistons de Détroit             | Pas de third team       | Pas de third team              | Pas de third team |
| 1983-1984 | Larry Bird* (5)               | Celtics de Boston               | Adrian Dantley* (2)        | Jazz de l'Utah                 | Pas de third team       | Pas de third team              | Pas de third team |
| 1983-1984 | Bernard King* (2)             | Knicks de New York              | Julius Erving* (7)         | 76ers de Philadelphie          | Pas de third team       | Pas de third team              | Pas de third team |
| 1983-1984 | Kareem Abdul-Jabbar* (13)     | Lakers de Los Angeles           | Moses Malone* (6)          | 76ers de Philadelphie          | Pas de third team       | Pas de third team              | Pas de third team |
| 1983-1984 | Magic Johnson* (3)            | Lakers de Los Angeles           | Sidney Moncrief* (3)       | Bucks de Milwaukee             | Pas de third team       | Pas de third team              | Pas de third team |
| 1983-1984 | Isiah Thomas* (2)             | Pistons de Détroit              | Jim Paxson                 | Trail Blazers de Portland      | Pas de third team       | Pas de third team              | Pas de third team |
| 1984-1985 | Larry Bird* (6)               | Celtics de Boston               | Terry Cummings             | Bucks de Milwaukee             | Pas de third team       | Pas de third team              | Pas de third team |
| 1984-1985 | Bernard King* (3)             | Knicks de New York              | Ralph Sampson*             | Rockets de Houston             | Pas de third team       | Pas de third team              | Pas de third team |
| 1984-1985 | Moses Malone* (7)             | 76ers de Philadelphie           | Kareem Abdul-Jabbar* (14)  | Lakers de Los Angeles          | Pas de third team       | Pas de third team              | Pas de third team |
| 1984-1985 | Magic Johnson* (4)            | Lakers de Los Angeles           | Michael Jordan*            | Bulls de Chicago               | Pas de third team       | Pas de third team              | Pas de third team |
| 1984-1985 | Isiah Thomas* (3)             | Pistons de Détroit              | Sidney Moncrief* (4)       | Bucks de Milwaukee             | Pas de third team       | Pas de third team              | Pas de third team |
| 1985-1986 | Larry Bird* (7)               | Celtics de Boston               | Charles Barkley*           | 76ers de Philadelphie          | Pas de third team       | Pas de third team              | Pas de third team |
| 1985-1986 | Dominique Wilkins*            | Hawks d'Atlanta                 | Alex English* (3)          | Nuggets de Denver              | Pas de third team       | Pas de third team              | Pas de third team |
| 1985-1986 | Kareem Abdul-Jabbar* (15)     | Lakers de Los Angeles           | Akeem Olajuwon*            | Rockets de Houston             | Pas de third team       | Pas de third team              | Pas de third team |
| 1985-1986 | Magic Johnson* (5)            | Lakers de Los Angeles           | Sidney Moncrief* (5)       | Bucks de Milwaukee             | Pas de third team       | Pas de third team              | Pas de third team |
| 1985-1986 | Isiah Thomas* (4)             | Pistons de Détroit              | Alvin Robertson            | Spurs de San Antonio           | Pas de third team       | Pas de third team              | Pas de third team |
| 1986-1987 | Larry Bird* (8)               | Celtics de Boston               | Dominique Wilkins* (2)     | Hawks d'Atlanta                | Pas de third team       | Pas de third team              | Pas de third team |
| 1986-1987 | Kevin McHale*                 | Celtics de Boston               | Charles Barkley* (2)       | 76ers de Philadelphie          | Pas de third team       | Pas de third team              | Pas de third team |
| 1986-1987 | Akeem Olajuwon* (2)           | Rockets de Houston              | Moses Malone* (8)          | Bullets de Washington          | Pas de third team       | Pas de third team              | Pas de third team |
| 1986-1987 | Magic Johnson* (6)            | Lakers de Los Angeles           | Isiah Thomas* (5)          | Pistons de Détroit             | Pas de third team       | Pas de third team              | Pas de third team |
| 1986-1987 | Michael Jordan* (2)           | Bulls de Chicago                | Fat Lever                  | Nuggets de Denver              | Pas de third team       | Pas de third team              | Pas de third team |
| 1987-1988 | Larry Bird* (9)               | Celtics de Boston               | Karl Malone*               | Jazz de l'Utah                 | Pas de third team       | Pas de third team              | Pas de third team |
| 1987-1988 | Charles Barkley* (3)          | 76ers de Philadelphie           | Dominique Wilkins* (3)     | Hawks d'Atlanta                | Pas de third team       | Pas de third team              | Pas de third team |
| 1987-1988 | Akeem Olajuwon* (3)           | Rockets de Houston              | Patrick Ewing*             | Knicks de New York             | Pas de third team       | Pas de third team              | Pas de third team |
| 1987-1988 | Michael Jordan* (3)           | Bulls de Chicago                | Clyde Drexler*             | Trail Blazers de Portland      | Pas de third team       | Pas de third team              | Pas de third team |
| 1987-1988 | Magic Johnson* (7)            | Lakers de Los Angeles           | John Stockton*             | Jazz de l'Utah                 | Pas de third team       | Pas de third team              | Pas de third team |
| 1988-1989 | Karl Malone* (2)              | Jazz de l'Utah                  | Tom Chambers               | Suns de Phoenix                | Dominique Wilkins* (4)  | Hawks d'Atlanta                |                   |
| 1988-1989 | Charles Barkley* (4)          | 76ers de Philadelphie           | Chris Mullin*              | Warriors de Golden State       | Terry Cummings (2)      | Bucks de Milwaukee             |                   |
| 1988-1989 | Akeem Olajuwon* (4)           | Rockets de Houston              | Patrick Ewing* (2)         | Knicks de New York             | Robert Parish* (2)      | Celtics de Boston              |                   |
| 1988-1989 | Michael Jordan* (4)           | Bulls de Chicago                | John Stockton* (2)         | Jazz de l'Utah                 | Dale Ellis              | SuperSonics de Seattle         |                   |
| 1988-1989 | Magic Johnson* (8)            | Lakers de Los Angeles           | Kevin Johnson              | Suns de Phoenix                | Mark Price              | Cavaliers de Cleveland         |                   |
| 1989-1990 | Karl Malone* (3)              | Jazz de l'Utah                  | Larry Bird* (10)           | Celtics de Boston              | James Worthy*           | Lakers de Los Angeles          |                   |
| 1989-1990 | Charles Barkley* (5)          | 76ers de Philadelphie           | Tom Chambers (2)           | Suns de Phoenix                | Chris Mullin* (2)       | Warriors de Golden State       |                   |
| 1989-1990 | Patrick Ewing* (3)            | Knicks de New York              | Akeem Olajuwon* (5)        | Rockets de Houston             | David Robinson*         | Spurs de San Antonio           |                   |
| 1989-1990 | Magic Johnson* (9)            | Lakers de Los Angeles           | John Stockton* (3)         | Jazz de l'Utah                 | Clyde Drexler* (2)      | Trail Blazers de Portland      |                   |
| 1989-1990 | Michael Jordan* (5)           | Bulls de Chicago                | Kevin Johnson (2)          | Suns de Phoenix                | Joe Dumars*             | Pistons de Détroit             |                   |
| 1990-1991 | Karl Malone* (4)              | Jazz de l'Utah                  | Dominique Wilkins* (5)     | Hawks d'Atlanta                | James Worthy* (2)       | Lakers de Los Angeles          |                   |
| 1990-1991 | Charles Barkley* (6)          | 76ers de Philadelphie           | Chris Mullin* (3)          | Warriors de Golden State       | Bernard King* (4)       | Bullets de Washington          |                   |
| 1990-1991 | David Robinson* (2)           | Spurs de San Antonio            | Patrick Ewing* (4)         | Knicks de New York             | Hakeem Olajuwon* (6)    | Rockets de Houston             |                   |
| 1990-1991 | Michael Jordan* (6)           | Bulls de Chicago                | Kevin Johnson (3)          | Suns de Phoenix                | John Stockton* (4)      | Jazz de l'Utah                 |                   |
| 1990-1991 | Magic Johnson* (10)           | Lakers de Los Angeles           | Clyde Drexler* (3)         | Trail Blazers de Portland      | Joe Dumars* (2)         | Pistons de Détroit             |                   |
| 1991-1992 | Karl Malone* (5)              | Jazz de l'Utah                  | Scottie Pippen*            | Bulls de Chicago               | Dennis Rodman*          | Pistons de Détroit             |                   |
| 1991-1992 | Chris Mullin* (4)             | Warriors de Golden State        | Charles Barkley* (7)       | 76ers de Philadelphie          | Kevin Willis            | Hawks d'Atlanta                |                   |
| 1991-1992 | David Robinson* (3)           | Spurs de San Antonio            | Patrick Ewing* (5)         | Knicks de New York             | Brad Daugherty          | Cavaliers de Cleveland         |                   |
| 1991-1992 | Michael Jordan* (7)           | Bulls de Chicago                | Tim Hardaway*              | Warriors de Golden State       | Mark Price (2)          | Cavaliers de Cleveland         |                   |
| 1991-1992 | Clyde Drexler* (4)            | Trail Blazers de Portland       | John Stockton* (5)         | Jazz de l'Utah                 | Kevin Johnson (4)       | Suns de Phoenix                |                   |
| 1992-1993 | Charles Barkley* (8)          | Suns de Phoenix                 | Dominique Wilkins* (6)     | Hawks d'Atlanta                | Scottie Pippen* (2)     | Bulls de Chicago               |                   |
| 1992-1993 | Karl Malone* (6)              | Jazz de l'Utah                  | Larry Johnson              | Hornets de Charlotte           | Derrick Coleman         | Nets du New Jersey             |                   |
| 1992-1993 | Hakeem Olajuwon* (7)          | Rockets de Houston              | Patrick Ewing* (6)         | Knicks de New York             | David Robinson* (4)     | Spurs de San Antonio           |                   |
| 1992-1993 | Michael Jordan* (8)           | Bulls de Chicago                | John Stockton* (6)         | Jazz de l'Utah                 | Tim Hardaway* (2)       | Warriors de Golden State       |                   |
| 1992-1993 | Mark Price (3)                | Cavaliers de Cleveland          | Joe Dumars* (3)            | Pistons de Détroit             | Dražen Petrović*        | Nets du New Jersey             |                   |
| 1993-1994 | Scottie Pippen* (3)           | Bulls de Chicago                | Shawn Kemp                 | SuperSonics de Seattle         | Derrick Coleman (2)     | Nets du New Jersey             |                   |
| 1993-1994 | Karl Malone* (7)              | Jazz de l'Utah                  | Charles Barkley* (9)       | Suns de Phoenix                | Dominique Wilkins* (7)  | Clippers de Los Angeles        |                   |
| 1993-1994 | Hakeem Olajuwon* (8)          | Rockets de Houston              | David Robinson* (5)        | Spurs de San Antonio           | Shaquille O'Neal*       | Magic d'Orlando                |                   |
| 1993-1994 | John Stockton* (7)            | Jazz de l'Utah                  | Mitch Richmond*            | Kings de Sacramento            | Mark Price (4)          | Cavaliers de Cleveland         |                   |
| 1993-1994 | Latrell Sprewell              | Warriors de Golden State        | Kevin Johnson (5)          | Suns de Phoenix                | Gary Payton*            | SuperSonics de Seattle         |                   |
| 1994-1995 | Karl Malone* (8)              | Jazz de l'Utah                  | Charles Barkley* (10)      | Suns de Phoenix                | Detlef Schrempf         | SuperSonics de Seattle         |                   |
| 1994-1995 | Scottie Pippen* (4)           | Bulls de Chicago                | Shawn Kemp (2)             | SuperSonics de Seattle         | Dennis Rodman* (2)      | Spurs de San Antonio           |                   |
| 1994-1995 | David Robinson* (6)           | Spurs de San Antonio            | Shaquille O'Neal* (2)      | Magic d'Orlando                | Hakeem Olajuwon* (9)    | Rockets de Houston             |                   |
| 1994-1995 | John Stockton* (8)            | Jazz de l'Utah                  | Gary Payton* (2)           | SuperSonics de Seattle         | Reggie Miller*          | Pacers de l'Indiana            |                   |
| 1994-1995 | Penny Hardaway                | Magic d'Orlando                 | Mitch Richmond* (2)        | Kings de Sacramento            | Clyde Drexler* (5)      | Rockets de Houston             |                   |
| 1995-1996 | Scottie Pippen* (5)           | Bulls de Chicago                | Shawn Kemp (3)             | SuperSonics de Seattle         | Charles Barkley* (11)   | Suns de Phoenix                |                   |
| 1995-1996 | Karl Malone* (9)              | Jazz de l'Utah                  | Grant Hill*                | Pistons de Détroit             | Juwan Howard            | Bullets de Washington          |                   |
| 1995-1996 | David Robinson* (7)           | Spurs de San Antonio            | Hakeem Olajuwon* (10)      | Rockets de Houston             | Shaquille O'Neal* (3)   | Magic d'Orlando                |                   |
| 1995-1996 | Michael Jordan* (9)           | Bulls de Chicago                | Gary Payton* (3)           | SuperSonics de Seattle         | Mitch Richmond* (3)     | Kings de Sacramento            |                   |
| 1995-1996 | Penny Hardaway (2)            | Magic d'Orlando                 | John Stockton* (9)         | Jazz de l'Utah                 | Reggie Miller* (2)      | Pacers de l'Indiana            |                   |
| 1996-1997 | Karl Malone* (10)             | Jazz de l'Utah                  | Scottie Pippen* (6)        | Bulls de Chicago               | Anthony Mason           | Hornets de Charlotte           |                   |
| 1996-1997 | Grant Hill* (2)               | Pistons de Détroit              | Glen Rice                  | Hornets de Charlotte           | Vin Baker               | Bucks de Milwaukee             |                   |
| 1996-1997 | Hakeem Olajuwon* (11)         | Rockets de Houston              | Patrick Ewing* (7)         | Knicks de New York             | Shaquille O'Neal* (4)   | Lakers de Los Angeles          |                   |
| 1996-1997 | Michael Jordan* (10)          | Bulls de Chicago                | Gary Payton* (4)           | SuperSonics de Seattle         | John Stockton* (10)     | Jazz de l'Utah                 |                   |
| 1996-1997 | Tim Hardaway* (3)             | Heat de Miami                   | Mitch Richmond* (4)        | Kings de Sacramento            | Penny Hardaway (3)      | Magic d'Orlando                |                   |
| 1997-1998 | Karl Malone* (11)             | Jazz de l'Utah                  | Grant Hill* (3)            | Pistons de Détroit             | Scottie Pippen* (7)     | Bulls de Chicago               |                   |
| 1997-1998 | Tim Duncan*                   | Spurs de San Antonio            | Vin Baker (2)              | SuperSonics de Seattle         | Glen Rice (2)           | Hornets de Charlotte           |                   |
| 1997-1998 | Shaquille O'Neal* (5)         | Lakers de Los Angeles           | David Robinson* (8)        | Spurs de San Antonio           | Dikembe Mutombo*        | Hawks d'Atlanta                |                   |
| 1997-1998 | Michael Jordan* (11)          | Bulls de Chicago                | Tim Hardaway* (4)          | Heat de Miami                  | Mitch Richmond* (5)     | Kings de Sacramento            |                   |
| 1997-1998 | Gary Payton* (5)              | SuperSonics de Seattle          | Rod Strickland             | Bullets de Washington          | Reggie Miller* (3)      | Pacers de l'Indiana            |                   |
| 1998-1999 | Karl Malone (12)              | Jazz de l'Utah                  | Chris Webber*              | Kings de Sacramento            | Kevin Garnett*          | Timberwolves du Minnesota      |                   |
| 1998-1999 | Tim Duncan* (2)               | Spurs de San Antonio            | Grant Hill* (4)            | Pistons de Détroit             | Antonio McDyess         | Nuggets de Denver              |                   |
| 1998-1999 | Alonzo Mourning*              | Heat de Miami                   | Shaquille O'Neal* (6)      | Lakers de Los Angeles          | Hakeem Olajuwon* (12)   | Rockets de Houston             |                   |
| 1998-1999 | Allen Iverson*                | 76ers de Philadelphie           | Gary Payton* (6)           | SuperSonics de Seattle         | Kobe Bryant*            | Lakers de Los Angeles          |                   |
| 1998-1999 | Jason Kidd*                   | Suns de Phoenix                 | Tim Hardaway* (5)          | Heat de Miami                  | John Stockton* (11)     | Jazz de l'Utah                 |                   |
| 1999-2000 | Tim Duncan* (3)               | Spurs de San Antonio            | Karl Malone* (13)          | Jazz de l'Utah                 | Chris Webber* (2)       | Kings de Sacramento            |                   |
| 1999-2000 | Kevin Garnett* (2)            | Timberwolves du Minnesota       | Grant Hill* (5)            | Pistons de Détroit             | Vince Carter*           | Raptors de Toronto             |                   |
| 1999-2000 | Shaquille O'Neal* (7)         | Lakers de Los Angeles           | Alonzo Mourning* (2)       | Heat de Miami                  | David Robinson* (9)     | Spurs de San Antonio           |                   |
| 1999-2000 | Jason Kidd* (2)               | Suns de Phoenix                 | Allen Iverson* (2)         | 76ers de Philadelphie          | Eddie Jones             | Hornets de Charlotte           |                   |
| 1999-2000 | Gary Payton* (7)              | SuperSonics de Seattle          | Kobe Bryant* (2)           | Lakers de Los Angeles          | Stephon Marbury         | Nets du New Jersey             |                   |
| 2000-2001 | Tim Duncan* (4)               | Spurs de San Antonio            | Kevin Garnett* (3)         | Timberwolves du Minnesota      | Karl Malone (14)        | Jazz de l'Utah                 |                   |
| 2000-2001 | Chris Webber* (3)             | Kings de Sacramento             | Vince Carter* (2)          | Raptors de Toronto             | Dirk Nowitzki*          | Mavericks de Dallas            |                   |
| 2000-2001 | Shaquille O'Neal* (8)         | Lakers de Los Angeles           | Dikembe Mutombo* (2)       | 76ers de Philadelphie          | David Robinson* (10)    | Spurs de San Antonio           |                   |
| 2000-2001 | Allen Iverson* (3)            | 76ers de Philadelphie           | Kobe Bryant* (3)           | Lakers de Los Angeles          | Gary Payton* (8)        | SuperSonics de Seattle         |                   |
| 2000-2001 | Jason Kidd* (3)               | Suns de Phoenix                 | Tracy McGrady*             | Magic d'Orlando                | Ray Allen*              | Bucks de Milwaukee             |                   |
| 2001-2002 | Tim Duncan* (5)               | Spurs de San Antonio            | Kevin Garnett* (4)         | Timberwolves du Minnesota      | Ben Wallace*            | Pistons de Détroit             |                   |
| 2001-2002 | Tracy McGrady* (2)            | Magic d'Orlando                 | Chris Webber* (4)          | Kings de Sacramento            | Jermaine O'Neal         | Pacers de l'Indiana            |                   |
| 2001-2002 | Shaquille O'Neal* (9)         | Lakers de Los Angeles           | Dirk Nowitzki* (2)         | Mavericks de Dallas            | Dikembe Mutombo* (3)    | 76ers de Philadelphie          |                   |
| 2001-2002 | Jason Kidd* (4)               | Nets du New Jersey              | Gary Payton* (9)           | SuperSonics de Seattle         | Paul Pierce*            | Celtics de Boston              |                   |
| 2001-2002 | Kobe Bryant* (4)              | Lakers de Los Angeles           | Allen Iverson* (4)         | 76ers de Philadelphie          | Steve Nash              | * Mavericks de Dallas          |                   |
| 2002-2003 | Tim Duncan* (6)               | Spurs de San Antonio            | Dirk Nowitzki* (3)         | Mavericks de Dallas            | Paul Pierce* (2)        | Celtics de Boston              |                   |
| 2002-2003 | Kevin Garnett* (5)            | Timberwolves du Minnesota       | Chris Webber* (5)          | Kings de Sacramento            | Jamal Mashburn          | Hornets de La Nouvelle-Orléans |                   |
| 2002-2003 | Shaquille O'Neal* (10)        | Lakers de Los Angeles           | Ben Wallace* (2)           | Pistons de Détroit             | Jermaine O'Neal (2)     | Pacers de l'Indiana            |                   |
| 2002-2003 | Kobe Bryant* (5)              | Lakers de Los Angeles           | Jason Kidd* (5)            | Nets du New Jersey             | Stephon Marbury (2)     | Suns de Phoenix                |                   |
| 2002-2003 | Tracy McGrady* (3)            | Magic d'Orlando                 | Allen Iverson* (5)         | 76ers de Philadelphie          | Steve Nash* (2)         | Mavericks de Dallas            |                   |
| 2003-2004 | Kevin Garnett* (6)            | Timberwolves du Minnesota       | Jermaine O'Neal (3)        | Pacers de l'Indiana            | Dirk Nowitzki* (4)      | Mavericks de Dallas            |                   |
| 2003-2004 | Tim Duncan* (7)               | Spurs de San Antonio            | Peja Stojaković            | Kings de Sacramento            | Ron Artest              | Pacers de l'Indiana            |                   |
| 2003-2004 | Shaquille O'Neal* (11)        | Lakers de Los Angeles           | Ben Wallace* (3)           | Pistons de Détroit             | Yao Ming*               | Rockets de Houston             |                   |
| 2003-2004 | Kobe Bryant* (6)              | Lakers de Los Angeles           | Sam Cassell                | Timberwolves du Minnesota      | Michael Redd            | Bucks de Milwaukee             |                   |
| 2003-2004 | Jason Kidd* (6)               | Nets du New Jersey              | Tracy McGrady* (4)         | Magic d'Orlando                | Baron Davis             | Hornets de La Nouvelle-Orléans |                   |
| 2004-2005 | Tim Duncan* (8)               | Spurs de San Antonio            | LeBron James^              | Cavaliers de Cleveland         | Tracy McGrady* (5)      | Rockets de Houston             |                   |
| 2004-2005 | Dirk Nowitzki* (5)            | Mavericks de Dallas             | Kevin Garnett* (7)         | Timberwolves du Minnesota      | Shawn Marion            | Suns de Phoenix                |                   |
| 2004-2005 | Shaquille O'Neal* (12)        | Heat de Miami                   | Amar'e Stoudemire          | Suns de Phoenix                | Ben Wallace* (4)        | Pistons de Détroit             |                   |
| 2004-2005 | Allen Iverson* (6)            | 76ers de Philadelphie           | Dwyane Wade*               | Heat de Miami                  | Kobe Bryant* (7)        | Lakers de Los Angeles          |                   |
| 2004-2005 | Steve Nash* (3)               | Suns de Phoenix                 | Ray Allen* (2)             | SuperSonics de Seattle         | Gilbert Arenas          | Wizards de Washington          |                   |
| 2005-2006 | LeBron James^ (2)             | Cavaliers de Cleveland          | Elton Brand                | Clippers de Los Angeles        | Shawn Marion (2)        | Suns de Phoenix                |                   |
| 2005-2006 | Dirk Nowitzki* (6)            | Mavericks de Dallas             | Tim Duncan* (9)            | Spurs de San Antonio           | Carmelo Anthony         | Nuggets de Denver              |                   |
| 2005-2006 | Shaquille O'Neal* (13)        | Heat de Miami                   | Ben Wallace* (5)           | Pistons de Détroit             | Yao Ming* (2)           | Rockets de Houston             |                   |
| 2005-2006 | Kobe Bryant* (8)              | Lakers de Los Angeles           | Chauncey Billups*          | Pistons de Détroit             | Allen Iverson* (7)      | 76ers de Philadelphie          |                   |
| 2005-2006 | Steve Nash* (4)               | Suns de Phoenix                 | Dwyane Wade* (2)           | Heat de Miami                  | Gilbert Arenas (2)      | Wizards de Washington          |                   |
| 2006-2007 | Dirk Nowitzki* (7)            | Mavericks de Dallas             | LeBron James^ (3)          | Cavaliers de Cleveland         | Kevin Garnett* (8)      | Timberwolves du Minnesota      |                   |
| 2006-2007 | Tim Duncan* (10)              | Spurs de San Antonio            | Chris Bosh*                | Raptors de Toronto             | Carmelo Anthony (2)     | Nuggets de Denver              |                   |
| 2006-2007 | Amar'e Stoudemire (2)         | Suns de Phoenix                 | Yao Ming* (3)              | Rockets de Houston             | Dwight Howard^          | Magic d'Orlando                |                   |
| 2006-2007 | Steve Nash* (5)               | Suns de Phoenix                 | Gilbert Arenas (3)         | Wizards de Washington          | Dwyane Wade* (3)        | Heat de Miami                  |                   |
| 2006-2007 | Kobe Bryant* (9)              | Lakers de Los Angeles           | Tracy McGrady* (6)         | Rockets de Houston             | Chauncey Billups* (2)   | Pistons de Détroit             |                   |
| 2007-2008 | Kevin Garnett* (9)            | Celtics de Boston               | Dirk Nowitzki* (8)         | Mavericks de Dallas            | Carlos Boozer           | Jazz de l'Utah                 |                   |
| 2007-2008 | LeBron James^ (4)             | Cavaliers de Cleveland          | Tim Duncan* (11)           | Spurs de San Antonio           | Paul Pierce* (3)        | Celtics de Boston              |                   |
| 2007-2008 | Dwight Howard (2)             | Magic d'Orlando                 | Amar'e Stoudemire (3)      | Suns de Phoenix                | Yao Ming* (4)           | Rockets de Houston             |                   |
| 2007-2008 | Kobe Bryant* (10)             | Lakers de Los Angeles           | Steve Nash* (6)            | Suns de Phoenix                | Tracy McGrady* (7)      | Rockets de Houston             |                   |
| 2007-2008 | Chris Paul^                   | Hornets de La Nouvelle-Orléans  | Deron Williams             | Jazz de l'Utah                 | Manu Ginóbili*          | Spurs de San Antonio           |                   |
| 2008-2009 | Dirk Nowitzki* (9)            | Mavericks de Dallas             | Paul Pierce* (4)           | Celtics de Boston              | Pau Gasol*              | Lakers de Los Angeles          |                   |
| 2008-2009 | LeBron James^ (5)             | Cavaliers de Cleveland          | Tim Duncan* (12)           | Spurs de San Antonio           | Carmelo Anthony (3)     | Nuggets de Denver              |                   |
| 2008-2009 | Dwight Howard (3)             | Magic d'Orlando                 | Yao Ming* (5)              | Rockets de Houston             | Shaquille O'Neal* (14)  | Suns de Phoenix                |                   |
| 2008-2009 | Kobe Bryant* (11)             | Lakers de Los Angeles           | Brandon Roy                | Trail Blazers de Portland      | Chauncey Billups* (3)   | Nuggets de Denver              |                   |
| 2008-2009 | Dwyane Wade* (4)              | Heat de Miami                   | Chris Paul^ (2)            | Hornets de La Nouvelle-Orléans | Tony Parker*            | Spurs de San Antonio           |                   |
| 2009-2010 | Kevin Durant^                 | Thunder d'Oklahoma City         | Carmelo Anthony (4)        | Nuggets de Denver              | Pau Gasol* (2)          | Lakers de Los Angeles          |                   |
| 2009-2010 | LeBron James^ (6)             | Cavaliers de Cleveland          | Dirk Nowitzki* (10)        | Mavericks de Dallas            | Tim Duncan* (13)        | Spurs de San Antonio           |                   |
| 2009-2010 | Dwight Howard (4)             | Magic d'Orlando                 | Amar'e Stoudemire (4)      | Suns de Phoenix                | Andrew Bogut            | Bucks de Milwaukee             |                   |
| 2009-2010 | Kobe Bryant* (12)             | Lakers de Los Angeles           | Deron Williams (2)         | Jazz de l'Utah                 | Joe Johnson             | Hawks d'Atlanta                |                   |
| 2009-2010 | Dwyane Wade* (5)              | Heat de Miami                   | Steve Nash* (7)            | Suns de Phoenix                | Brandon Roy (2)         | Trail Blazers de Portland      |                   |
| 2010-2011 | Kevin Durant^ (2)             | Thunder d'Oklahoma City         | Pau Gasol* (3)             | Lakers de Los Angeles          | LaMarcus Aldridge       | Trail Blazers de Portland      |                   |
| 2010-2011 | LeBron James^ (7)             | Heat de Miami                   | Dirk Nowitzki* (11)        | Mavericks de Dallas            | Zach Randolph           | Grizzlies de Memphis           |                   |
| 2010-2011 | Dwight Howard (5)             | Magic d'Orlando                 | Amar'e Stoudemire (5)      | Knicks de New York             | Al Horford^             | Hawks d'Atlanta                |                   |
| 2010-2011 | Kobe Bryant* (13)             | Lakers de Los Angeles           | Dwyane Wade* (6)           | Heat de Miami                  | Emanuel Ginóbili* (2)   | Spurs de San Antonio           |                   |
| 2010-2011 | Derrick Rose^                 | Bulls de Chicago                | Russell Westbrook^         | Thunder d'Oklahoma City        | Chris Paul^ (3)         | Hornets de La Nouvelle-Orléans |                   |
| 2011-2012 | LeBron James^ (8)             | Heat de Miami                   | Andrew Bynum               | Lakers de Los Angeles          | Dwyane Wade* (7)        | Heat de Miami                  |                   |
| 2011-2012 | Kevin Durant^ (3)             | Thunder d'Oklahoma City         | Tony Parker* (2)           | Spurs de San Antonio           | Carmelo Anthony (5)     | Knicks de New York             |                   |
| 2011-2012 | Kobe Bryant* (14)             | Lakers de Los Angeles           | Kevin Love^                | Timberwolves du Minnesota      | Rajon Rondo             | Celtics de Boston              |                   |
| 2011-2012 | Chris Paul^ (4)               | Clippers de Los Angeles         | Russell Westbrook^ (2)     | Thunder d'Oklahoma City        | Dirk Nowitzki* (12)     | Mavericks de Dallas            |                   |
| 2011-2012 | Dwight Howard (6)             | Magic d'Orlando                 | Blake Griffin              | Clippers de Los Angeles        | Tyson Chandler          | Knicks de New York             |                   |
| 2012-2013 | LeBron James^ (9)             | Heat de Miami                   | Marc Gasol                 | Grizzlies de Memphis           | Dwyane Wade* (8)        | Heat de Miami                  |                   |
| 2012-2013 | Kevin Durant^ (4)             | Thunder d'Oklahoma City         | Tony Parker* (3)           | Spurs de San Antonio           | Paul George^            | Pacers de l'Indiana            |                   |
| 2012-2013 | Kobe Bryant* (15)             | Lakers de Los Angeles           | Carmelo Anthony (6)        | Knicks de New York             | James Harden^           | Rockets de Houston             |                   |
| 2012-2013 | Chris Paul^ (5)               | Clippers de Los Angeles         | Russell Westbrook^ (3)     | Thunder d'Oklahoma City        | David Lee               | Warriors de Golden State       |                   |
| 2012-2013 | Tim Duncan* (14)              | Spurs de San Antonio            | Blake Griffin (2)          | Clippers de Los Angeles        | Dwight Howard (7)       | Lakers de Los Angeles          |                   |
| 2013-2014 | Kevin Durant^ (5)             | Thunder d'Oklahoma City         | Blake Griffin (3)          | Clippers de Los Angeles        | Paul George^ (2)        | Pacers d'Indiana               |                   |
| 2013-2014 | LeBron James^ (10)            | Heat de Miami                   | Kevin Love^ (2)            | Timberwolves du Minnesota      | LaMarcus Aldridge (2)   | Trail Blazers de Portland      |                   |
| 2013-2014 | Joakim Noah                   | Bulls de Chicago                | Dwight Howard (8)          | Rockets de Houston             | Al Jefferson            | Bobcats de Charlotte           |                   |
| 2013-2014 | James Harden^ (2)             | Rockets de Houston              | Stephen Curry^             | Warriors de Golden State       | Goran Dragić            | Suns de Phoenix                |                   |
| 2013-2014 | Chris Paul^ (6)               | Clippers de Los Angeles         | Tony Parker* (4)           | Spurs de San Antonio           | Damian Lillard^         | Trail Blazers de Portland      |                   |
| 2014-2015 | LeBron James^ (11)            | Cavaliers de Cleveland          | LaMarcus Aldridge (3)      | Trail Blazers de Portland      | Blake Griffin (4)       | Clippers de Los Angeles        |                   |
| 2014-2015 | Anthony Davis^                | Pelicans de La Nouvelle-Orléans | DeMarcus Cousins           | Kings de Sacramento            | Tim Duncan* (15)        | Spurs de San Antonio           |                   |
| 2014-2015 | Marc Gasol (2)                | Grizzlies de Memphis            | Pau Gasol* (4)             | Bulls de Chicago               | DeAndre Jordan^         | Clippers de Los Angeles        |                   |
| 2014-2015 | Stephen Curry^ (2)            | Warriors de Golden State        | Russell Westbrook^ (4)     | Thunder d'Oklahoma City        | Klay Thompson^          | Warriors de Golden State       |                   |
| 2014-2015 | James Harden^ (3)             | Rockets de Houston              | Chris Paul^ (7)            | Clippers de Los Angeles        | Kyrie Irving^           | Cavaliers de Cleveland         |                   |
| 2015-2016 | Kawhi Leonard^                | Spurs de San Antonio            | Kevin Durant^ (6)          | Thunder d'Oklahoma City        | Paul George^ (3)        | Pacers de l'Indiana            |                   |
| 2015-2016 | LeBron James^ (12)            | Cavaliers de Cleveland          | Draymond Green^            | Warriors de Golden State       | LaMarcus Aldridge (4)   | Spurs de San Antonio           |                   |
| 2015-2016 | DeAndre Jordan^ (2)           | Clippers de Los Angeles         | DeMarcus Cousins (2)       | Kings de Sacramento            | Andre Drummond^         | Pistons de Detroit             |                   |
| 2015-2016 | Stephen Curry^ (3)            | Warriors de Golden State        | Damian Lillard^ (2)        | Trail Blazers de Portland      | Klay Thompson^ (2)      | Warriors de Golden State       |                   |
| 2015-2016 | Russell Westbrook^ (5)        | Thunder d'Oklahoma City         | Chris Paul^ (8)            | Clippers de Los Angeles        | Kyle Lowry^             | Raptors de Toronto             |                   |
| 2016-2017 | Kawhi Leonard^ (2)            | Spurs de San Antonio            | Kevin Durant^ (7)          | Warriors du Golden State       | Jimmy Butler^           | Bulls de Chicago               |                   |
| 2016-2017 | LeBron James^ (13)            | Cavaliers de Cleveland          | Giánnis Antetokoúnmpo^     | Bucks de Milwaukee             | Draymond Green^ (2)     | Warriors du Golden State       |                   |
| 2016-2017 | Anthony Davis^ (2)            | Pelicans de La Nouvelle-Orléans | Rudy Gobert^               | Jazz de l'Utah                 | DeAndre Jordan^ (3)     | Clippers de Los Angeles        |                   |
| 2016-2017 | James Harden^ (4)             | Rockets de Houston              | Stephen Curry^ (4)         | Warriors du Golden State       | John Wall               | Wizards de Washington          |                   |
| 2016-2017 | Russell Westbrook^ (6)        | Thunder d'Oklahoma City         | Isaiah Thomas              | Celtics de Boston              | DeMar DeRozan^          | Raptors de Toronto             |                   |
| 2017-2018 | Kevin Durant^ (8)             | Warriors de Golden State        | LaMarcus Aldridge (5)      | Spurs de San Antonio           | Jimmy Butler^ (2)       | Timberwolves du Minnesota      |                   |
| 2017-2018 | LeBron James^ (14)            | Cavaliers de Cleveland          | Giánnis Antetokoúnmpo^ (2) | Bucks de Milwaukee             | Paul George^ (4)        | Thunder d'Oklahoma City        |                   |
| 2017-2018 | Anthony Davis^ (3)            | Pelicans de La Nouvelle-Orléans | Joel Embiid^               | 76ers de Philadelphie          | Karl-Anthony Towns^     | Timberwolves du Minnesota      |                   |
| 2017-2018 | James Harden^ (5)             | Rockets de Houston              | DeMar DeRozan^ (2)         | Raptors de Toronto             | Victor Oladipo^         | Pacers de l'Indiana            |                   |
| 2017-2018 | Damian Lillard^ (3)           | Trail Blazers de Portland       | Russell Westbrook^ (7)     | Thunder d'Oklahoma City        | Stephen Curry^ (5)      | Warriors de Golden State       |                   |
| 2018-2019 | Giánnis Antetokoúnmpo^ (3)    | Bucks de Milwaukee              | Kevin Durant^ (9)          | Warriors de Golden State       | Blake Griffin (5)       | Pistons de Détroit             |                   |
| 2018-2019 | Paul George^ (5)              | Thunder d'Oklahoma City         | Kawhi Leonard^ (3)         | Raptors de Toronto             | LeBron James^ (15)      | Lakers de Los Angeles          |                   |
| 2018-2019 | Nikola Jokić^                 | Nuggets de Denver               | Joel Embiid^ (2)           | 76ers de Philadelphie          | Rudy Gobert^ (2)        | Jazz de l'Utah                 |                   |
| 2018-2019 | Stephen Curry^ (6)            | Warriors de Golden State        | Kyrie Irving^ (2)          | Celtics de Boston              | Kemba Walker            | Hornets de Charlotte           |                   |
| 2018-2019 | James Harden^ (6)             | Rockets de Houston              | Damian Lillard^ (4)        | Trail Blazers de Portland      | Russell Westbrook^ (8)  | Thunder d'Oklahoma City        |                   |
| 2019-2020 | LeBron James^ (16)            | Lakers de Los Angeles           | Kawhi Leonard^ (4)         | Clippers de Los Angeles        | Jimmy Butler^ (3)       | Heat de Miami                  |                   |
| 2019-2020 | Giánnis Antetokoúnmpo^ (4)    | Bucks de Milwaukee              | Pascal Siakam^             | Raptors de Toronto             | Jayson Tatum^           | Celtics de Boston              |                   |
| 2019-2020 | Anthony Davis^ (4)            | Lakers de Los Angeles           | Nikola Jokić^ (2)          | Nuggets de Denver              | Rudy Gobert^ (3)        | Jazz de l'Utah                 |                   |
| 2019-2020 | James Harden^ (7)             | Rockets de Houston              | Damian Lillard^ (5)        | Trail Blazers de Portland      | Ben Simmons^            | 76ers de Philadelphie          |                   |
| 2019-2020 | Luka Dončić^                  | Mavericks de Dallas             | Chris Paul^ (9)            | Thunder d'Oklahoma City        | Russell Westbrook^ (9)  | Rockets de Houston             |                   |
| 2020-2021 | Giánnis Antetokoúnmpo^ (5)    | Bucks de Milwaukee              | LeBron James^ (17)         | Lakers de Los Angeles          | Jimmy Butler^ (4)       | Heat de Miami                  |                   |
| 2020-2021 | Kawhi Leonard^ (5)            | Clippers de Los Angeles         | Julius Randle^             | Knicks de New York             | Paul George^ (6)        | Clippers de Los Angeles        |                   |
| 2020-2021 | Nikola Jokić^ (3)             | Nuggets de Denver               | Joel Embiid^ (3)           | 76ers de Philadelphie          | Rudy Gobert^ (4)        | Jazz de l'Utah                 |                   |
| 2020-2021 | Stephen Curry^ (7)            | Warriors du Golden State        | Damian Lillard^ (6)        | Trail Blazers de Portland      | Bradley Beal^           | Wizards de Washington          |                   |
| 2020-2021 | Luka Dončić^ (2)              | Mavericks de Dallas             | Chris Paul^ (10)           | Suns de Phoenix                | Kyrie Irving^ (3)       | Nets de Brooklyn               |                   |
| 2021-2022 | Giánnis Antetokoúnmpo^ (6)    | Bucks de Milwaukee              | Kevin Durant^ (10)         | Nets de Brooklyn               | LeBron James^ (18)      | Lakers de Los Angeles          |                   |
| 2021-2022 | Jayson Tatum^ (2)             | Celtics de Boston               | DeMar DeRozan^ (3)         | Bulls de Chicago               | Pascal Siakam^ (2)      | Raptors de Toronto             |                   |
| 2021-2022 | Nikola Jokić^ (4)             | Nuggets de Denver               | Joel Embiid^ (4)           | 76ers de Philadelphie          | Karl-Anthony Towns^ (2) | Timberwolves du Minnesota      |                   |
| 2021-2022 | Luka Dončić^ (3)              | Mavericks de Dallas             | Ja Morant^                 | Grizzlies de Memphis           | Chris Paul^ (11)        | Suns de Phoenix                |                   |
| 2021-2022 | Devin Booker^                 | Suns de Phoenix                 | Stephen Curry^ (8)         | Warriors de Golden State       | Trae Young^             | Hawks d'Atlanta                |                   |
| 2022-2023 | Giánnis Antetokoúnmpo^ (7)    | Bucks de Milwaukee              | Jimmy Butler^ (5)          | Heat de Miami                  | LeBron James^ (19)      | Lakers de Los Angeles          |                   |
| 2022-2023 | Jayson Tatum^ (3)             | Celtics de Boston               | Jaylen Brown^              | Celtics de Boston              | Julius Randle^ (2)      | Knicks de New York             |                   |
| 2022-2023 | Joel Embiid^ (5)              | 76ers de Philadelphie           | Nikola Jokić^ (5)          | Nuggets de Denver              | Domantas Sabonis^       | Kings de Sacramento            |                   |
| 2022-2023 | Luka Dončić^ (4)              | Mavericks de Dallas             | Stephen Curry^ (9)         | Warriors de Golden State       | De'Aaron Fox^           | Kings de Sacramento            |                   |
| 2022-2023 | Shai Gilgeous-Alexander^      | Thunder d'Oklahoma City         | Donovan Mitchell^          | Cavaliers de Cleveland         | Damian Lillard^ (7)     | Trail Blazers de Portland      |                   |
| 2023-2024 | Giánnis Antetokoúnmpo^ (8)    | Bucks de Milwaukee              | Jalen Brunson^             | Knicks de New York             | Devin Booker^ (2)       | Suns de Phoenix                |                   |
| 2023-2024 | Luka Dončić^ (5)              | Mavericks de Dallas             | Anthony Davis^ (5)         | Lakers de Los Angeles          | Stephen Curry^ (10)     | Warriors de Golden State       |                   |
| 2023-2024 | Shai Gilgeous-Alexander^ (2)  | Thunder d'Oklahoma City         | Kevin Durant^ (11)         | Suns de Phoenix                | Tyrese Haliburton^      | Pacers de l'Indiana            |                   |
| 2023-2024 | Nikola Jokić^ (6)             | Nuggets de Denver               | Anthony Edwards^           | Timberwolves du Minnesota      | LeBron James^ (20)      | Lakers de Los Angeles          |                   |
| 2023-2024 | Jayson Tatum^ (4)             | Celtics de Boston               | Kawhi Leonard^ (6)         | Clippers de Los Angeles        | Domantas Sabonis^ (2)   | Kings de Sacramento            |                   |
| 2024-2025 | Giánnis Antetokoúnmpo^ (9)    | Bucks de Milwaukee              | Jalen Brunson^ (2)         | Knicks de New York             | Cade Cunningham^        | Pistons de Détroit             |                   |
| 2024-2025 | Shai Gilgeous-Alexander^ (3)  | Thunder d'Oklahoma City         | Stephen Curry^ (11)        | Warriors de Golden State       | Tyrese Haliburton^ (2)  | Pacers de l'Indiana            |                   |
| 2024-2025 | Nikola Jokić^ (7)             | Nuggets de Denver               | Anthony Edwards^ (2)       | Timberwolves du Minnesota      | James Harden^ (8)       | Clippers de Los Angeles        |                   |
| 2024-2025 | Donovan Mitchell^ (2)         | Cavaliers de Cleveland          | LeBron James^ (21)         | Lakers de Los Angeles          | Karl-Anthony Towns^ (3) | Knicks de New York             |                   |
| 2024-2025 | Jayson Tatum^ (5)             | Celtics de Boston               | Evan Mobley^               | Cavaliers de Cleveland         | Jalen Williams^         | Thunder d'Oklahoma City        |                   |

## Record de sélections
Le tableau qui suit ne prend en compte que les joueurs qui ont un total de au moins dix sélections.
| * | Signale un joueur élu au Naismith Memorial Basketball Hall of Fame |
| ^ | Signale un joueur encore en activité                               |

| Rang | Total | Joueur               | First Team | Second Team | Third Team | NBA Most Valuable Player |
| ---- | ----- | -------------------- | ---------- | ----------- | ---------- | ------------------------ |
| 1    | 21    | LeBron James^        | 13         | 4           | 4          | 4                        |
| 2    | 15    | Kobe Bryant*         | 11         | 2           | 2          | 1                        |
| 3    | 15    | Kareem Abdul-Jabbar* | 10         | 5           | 0          | 6                        |
| 3    | 15    | Tim Duncan*          | 10         | 3           | 2          | 2                        |
| 5    | 14    | Karl Malone*         | 11         | 2           | 1          | 2                        |
| 6    | 14    | Shaquille O'Neal*    | 8          | 2           | 4          | 1                        |
| 7    | 12    | Bob Cousy*           | 10         | 2           | 0          | 1                        |
| 7    | 12    | Jerry West*          | 10         | 2           | 0          | 0                        |
| 9    | 12    | Dolph Schayes*       | 6          | 6           | 0          | 0                        |
| 9    | 12    | Hakeem Olajuwon*     | 6          | 3           | 3          | 1                        |
| 11   | 12    | Dirk Nowitzki        | 4          | 5           | 3          | 1                        |
| 12   | 11    | Michael Jordan*      | 10         | 1           | 0          | 5                        |
| 12   | 11    | Bob Pettit*          | 10         | 1           | 0          | 2                        |
| 14   | 11    | Oscar Robertson*     | 9          | 2           | 0          | 1                        |
| 15   | 11    | Kevin Durant^        | 6          | 5           | 0          | 1                        |
| 16   | 11    | Charles Barkley*     | 5          | 5           | 1          | 1                        |
| 17   | 11    | John Havlicek*       | 4          | 7           | 0          | 0                        |
| 18   | 11    | Stephen Curry^       | 4          | 5           | 2          | 2                        |
| 18   | 11    | Chris Paul^          | 4          | 5           | 2          | 0                        |
| 20   | 11    | Bill Russell*        | 3          | 8           | 0          | 5                        |
| 21   | 11    | John Stockton*       | 2          | 6           | 3          | 0                        |
| 22   | 10    | Elgin Baylor*        | 10         | 0           | 0          | 0                        |
| 23   | 10    | Larry Bird*          | 9          | 1           | 0          | 3                        |
| 23   | 10    | Magic Johnson*       | 9          | 1           | 0          | 3                        |
| 25   | 10    | Wilt Chamberlain*    | 8          | 2           | 0          | 4                        |
| 26   | 10    | David Robinson*      | 4          | 2           | 4          | 1                        |